# Sociedade da Justiça
A Sociedade da Justiça da América (do inglês Justice Society of America, abreviada JSA) ou simplesmente Sociedade da Justiça, é um grupo de super-heróis pertencente à editora estadunidense DC Comics, que surgiu em 1940 na publicação All Star Comics #3 (da All-American Publications), sendo o primeiro grupo de super-heróis a aparecer nas Histórias em Quadrinhos, criada pelo escritor Gardner Fox, Everett Hibbard, com o editor Sheldon Mayer, na Era de Ouro dos quadrinhos. O grupo incluía as versões originais de Sr. Destino (Dr. Fate), o Lanterna Verde (Green Lantern), Flash, o Homem-Hora (Hourman), o Sandman, o Gavião Negro (Hawkman), Átomo (Atom), e Espectro (Spectre). É considerada um dos primeiros crossovers entre editoras (All-American Publications e Detective Comics).
A editora All-American Publications, fundiu-se com a National Allied Publications e com a Detective Comics para formarem a atual editora DC Comics.

## Bastidores
A proposta editorial do grupo era mostrar aventuras de heróis que haviam aparecido em outros títulos, mas não tinham suas próprias revistas, embora fossem considerados membros honorários nas versões da Era de Ouro de Superman e Batman (só apareceram em 2 histórias com o grupo ao longo dos anos 40). Sendo bem popular na época, mas depois que super-heróis caíram em popularidade, a All-Star Comics tornou-se All-Star Western in 1951, cessando as aventuras do grupo.
Durante a Era de Prata, a DC reformulou vários membros populares da Sociedade de Justiça e reuniu muitos deles na Liga da Justiça da América. Porém, em vez de considerar o SJA substituída, a DC revelou que o time existiu na dimensão da Terra 2 (também chamada de Terra Paralela) e a Liga da Justiça na Terra 1 (também chamada de Terra Ativa). Isto permitiu encontros interdimensionais dos grupos anualmente, de 1963 até 1985. Também permitiu séries novas, como All-Star Squadron (No Brasil, traduzido como Comando Invencível), Infinity, Inc. (Corporação Infinito) e uma nova All-Star Comics, que caracterizaram a SJA, seus filhos e herdeiros. Estas séries exploraram os assuntos de envelhecer, diferença de gerações e contrastes entre a Era de Ouro e eras subseqüentes.

## Flash de dois mundos
O Flash introduziu um conceito muito utilizado nas histórias em quadrinhos quando foi revelado que Jay Garrick e Barry Allen existiam em mundos paralelos. Seus poderes lhes permitiam cruzar a fronteira dimensional entre os mundos, e os dois tornaram-se bons amigos. 'Flash of Two Worlds (The Flash vol.1 #123) foi o primeiro crossover em que um personagem da Era de Ouro conhece um da Era de Prata. Houve crossovers entre a Liga da Justiça e a Sociedade da Justiça; as respectivas equipes começaram a se encontrar anualmente desde o começo dos anos 60 até o meio dos anos 80.

## Primeiro encontro da SJA e da LJA
O primeiro crossover entre a Liga da Justiça e a Sociedade da Justiça envolveu o surgimento dos Campeões do Crime, grupo composto de vilões de ambas Terra 1 e 2.

## Origem
Só iríamos conhecer a origem de formação Sociedade da Justiça, em DC Special #29 - Origin of the JSA (1978) (No Brasil, Heróis em Ação 9, de 1985, Ed. Abril). O grupo foi formado a pedido do Presidente Franklin Delano Roosevelt, que procurava ajudar os aliados na Europa sem envolver oficialmente o povo americano. Roosevelt havia prometido aos americanos envolver os EUA somente se houvesse ataque pelas forças do Eixo, como ocorreria em Pearl Harbor, um ano depois. O grupo, formado pelo Sr. Destino, Lanterna Verde, Flash, Homem-Hora, Sandman, Gavião Negro, Átomo, O Espectro, e pelas versões da Terra 2 de Superman e de Batman, frustraram os ataques de Hitler à Inglaterra, bem como um bombardeio à Casa Branca.
Posteriormente, foi descoberto o motivo porque a SJA, que tinha personagens tão poderosos, simplesmente não invadiu a Alemanha e acabou com a guerra: durante a Segunda Guerra, grande parte da Europa e da Ásia ficou debaixo duma barreira mística; Personagens suscetíveis a magia ficavam sob o domínio do Führer, e meta-humanos comuns tinham seus poderes temporariamente cancelados.
Esta foi a história que o escritor Roy Thomas achou para explicar porque a Segunda Guerra, com pesos como Espectro e Sr. Destino ao lado dos aliados, durou 10 anos, e não 10 minutos. Esta barreira foi criada pelo ocultista Rei Dragão (Dragon King) a serviço de Hitler, utilizando uma máquina energizada pelo Santo Graal e a Lança do Destino (a mesma vista no filme Constantine).

## A crise nas Infinitas Terras
Em 1985, a DC reescreveu sua continuidade na maxissérie Crise nas Infinitas Terras. As séries fundiram todas as realidades (Terras Paralelas) da companhia em uma, colocando a SJA como antecessores da Segunda Guerra mundial para os personagens modernos da companhia.
Devido à tremenda quantidade de pontas soltas que ficaram com a história do grupo no vácuo da Crise nas Infinitas Terras, a DC requereu de Roy Thomas, responsável pela cronologia e histórias relacionadas a Sociedade da Justiça, que escrevesse uma história em que todos os membros morressem. Roy, no entanto, apaixonado pelos heróis dos anos 40, usou de um artíficio. Ele escreveu em 1986 The Last Days of the Justice Society (Os últimos dias da Sociedade da Justiça, inédito no Brasil), em que os membros não morriam, mas antes ficavam presos eternamente num limbo combatendo seres da mitologia nórdica, como Loki e Surtur, numa éspecie de simulação do Ragnarok. Os membros da Sociedade sempre venciam a batalha, mas como parte do feitiço que os condenou, o tempo sempre voltava, e eles tinham de combater a batalha toda de novo. Somente Poderosa (Power Girl), Sideral (the Star-Spangled Kid), O Espectro e Sr. Destino escaparam ao cataclismo.
Algumas das pontas soltas eram: Se Superman da Terra 2, Batman da Terra 2, Mulher Maravilha da Terra 2, Robin Adulto da Terra 2, e Caçadora da Terra 2 nunca existiram, quem foi que realizou suas proezas? Se Mulher Maravilha da Terra 2 não existiu, quem ficou sendo a mãe de A Fúria, da Corporação Infinito? Se Krypton da Terra 2 nunca existiu, porque a Poderosa existe? A resposta para algumas destas questões foram sendo respondidas ao longo dos anos. Foi estabelecido que A Fúria da Corporação Infinito era filha de A Fúria da Era de Ouro, uma personagem que foi criada justamente para preencher esse vácuo. Poderosa descobriu que não era prima de Superman da Terra 2, mas antes, neta de Arion, um mago da Atlantis de milênios atrás.

## Lista de membros da Sociedade da Justiça

### Anos 40
- Sr. Destino (Dr. Fate),
- o Lanterna Verde Alan Scott (Green Lantern),
- o Flash Jay Garrick (no Brasil, conhecido como Joel Ciclone),
- o Homem-Hora,
- o Gavião Negro (Hawkman),
- O Átomo original (The Atom),
- O Espectro (The Spectre),
- Sandman Wesley Dodds,
- Johnny Thunder,
- Thunderbolt,
- Dr. Meia-Noite,
- Starman,
- Pantera (Wildcat),
- Sr. Incrível original (Mr. Terrific),
- Miss America (somente após Crise),
- Superman da Terra 2 (Pré-Crise somente),
- Batman da Terra 2 (Pré-Crise somente),
- Mulher Maravilha da Terra 2 (Pré-Crise somente),
- Canário Negro original (Black Canary),
- Rainha Hipólita (Depois de Crise somente; recentemente, Hipolita viajou no tempo e substituiu o lugar da Mulher Maravilha da Terra 2),
- Mulher-Gavião original
- Tornado Vermelho original (Ma Hunkel)

### Anos 50
Neste período (Guerra Fria), uma maquinação de Vandal Savage com o Comitê de Atividades Não-Americanas pressionou a SJA a revelar suas identidades ao público. Eles preferiram debandar a equipe. Alguns membros, porém, mantiveram-se ativos.

### Anos 60 a 80
Todos os membros dos anos 40 (com exceção de Sr. Íncrivel, que morreu num dos encontros da Liga com a SJA, e Miss America, que se aposentou), Robin Adulto da Terra 2, Tornado Vermelho andróide (Red Tornado), Caçadora da Terra 2, Poderosa (Power Girl), Sideral (the Star-Spangled Kid), Sand (Sandy Hawkins)

### Anos 90 até hoje
- O novo Sr. Destino,

- o Lanterna Verde Alan Scott,

- o Flash Jay Garrick,

- o Gavião Negro,

- Pantera,

- Rainha Hipólita,

- Homem-Hora,

- Esmaga-Átomo (Atom Smasher),

- Sr. Incrível II,

- Capitão Marvel (SHAZAM!),

- Jakeem Thunder,

- Adão Negro,

- Dr. Meia-Noite II,

- Sand (Sandy Hawkins),

- Canário Negro,

- Mulher-Gavião III (Hawkgirl),

- Escaravelho (Scarab),

- Sideral II (Stargirl),

- Poderosa

### Teoricamente apagados da continuidade
Superman da Terra 2, Batman da Terra 2, Mulher Maravilha da Terra 2, Robin Adulto da Terra 2, Caçadora da Terra 2

## Outras mídias
Em DC Legends Of Tomorrow,
A equipe apareceu sendo formada pelos seguintes herois:
- Homem-Hora
- Doutor Meia-Noite
- Manto Negro
- Vixen
- Sideral II
- Comandante Gládio

## Vilões
- Sociedade da Injustiça (Injustice Society of the World)

- Extemporâneo

- Lobo da Estepe

- Aquarius

- Ian Karkull

- Vandal Savage

- Barão Blitzkrieg

- Capitão Nazista (pós-Crise somente)

- Cyclotron

- Deathbolt

- Anton Hastur

- Kulak

- Mekanique

- Ultra-Humanóide (Ultra-Humanite)

- Sociedade Secreta de Super-Vilões

- Eixo Amérika (Axis Amerika)

- Panzer Vermelho,

- Stalker,

- Sumô, o samurai

- A Espinho (The Thorn)

- Degaton

- Adão Negro

- Roleta

- Zobar Zodiak